# 皇城戏台
皇城戏台，亦称代王府戏台，位于山西省大同市城区关帝庙对面的广场上，建于明代洪武年间。戏台原来在大同城阳和街北皇城街代王府内，大同市修复关帝庙时将戏台移至今址。迁移后，戏台也被称为关帝庙戏台。戏台为木构，两侧无山墙，可供观众从两侧观戏。 皇城戏台目前仍不时有北路梆子、耍孩儿等戏曲和文艺演出，有时还会邀请外地文艺团体前来表演。 
皇城戏台1966年4月23日成为第一批大同市文物保护单位。